# Unione Democratica Croata
L'Unione Democratica Croata (o la Comunità Democratica Croata, in croato: Hrvatska demokratska zajednica, HDZ) è un partito politico croato.

## Storia

### Dalle origini al 2000
HDZ è stato fondato nel 1989 da alcuni nazionalisti dissidenti, guidati da Franjo Tuđman. Alle elezioni politiche del 1990, le prime democratiche dopo la fine del sistema comunista, HDZ ottenne il 41,9% dei voti ed elesse ben 55 deputati su 80. Stjepan Mesić di HDZ venne nominato primo ministro. Il sistema elettorale era stato congegnato dall'ex partito comunista, il Lega dei Comunisti di Croazia-Partito dei Cambiamenti Democratici (poi Partito Socialdemocratico di Croazia, SDP), in modo da premiare il primo partito (sistema maggioritario con ballottaggio in collegi uninominali). Gli ex-comunisti erano convinti che le posizioni estremiste dell'HDZ li avrebbero favoriti. Invece, lo scontro con la Serbia di Milošević accentuò nella campagna elettorale gli elementi nazionalisti che, uniti al desiderio di superare la stagione comunista, favorì l'HDZ.
Alle elezioni presidenziali del 1992, Tuđman ottenne il 56,7% dei voti, risultando eletto al primo turno, seguito a molta distanza dal candidato del Partito Social-Liberale Croato (HSLS; 21,7%). Alle elezioni politiche del 1992, HDZ confermò il proprio primato nella politica croata. I nazionalisti salirono, infatti, al 43,2% dei voti ed ottennero 85 seggi su 138. Il risultato risultò ancora più rilevante, perché l'HDZ aveva subìto una scissione ad opera degli Indipendenti Democratici Croati (HND, 6,7%), guidati dall'ex premier Mesić, che si era opposto al coinvolgimento croato nella guerra in Bosnia ed Erzegovina. Alle politiche del 1995, HDZ incrementò ancora i propri consensi, salendo al 45,2% dei voti, ottenendo 75 seggi su 120. Dal 1990 al 2000 i nazionalisti hanno governato ininterrottamente il paese.

### Dal 2000 ad oggi
Alle elezioni politiche del 2000, dopo la morte di Tuđman, l'HDZ crollò al 24,5%, eleggendo 46 deputati su 151 e passando all'opposizione. Vincente risultò la lista composta da Socialdemocratici (SDP) e Liberali-sociali (HSLS), che elesse primo ministro Ivica Račan dell'SDP. Alle presidenziali dello stesso anno il candidato dell'HDZ Mate Granić non raggiunse il ballottaggio, che venne vinto da Stjepan Mesić, sostenuto dal blocco centrista composto da: Partito Popolare Croato - Liberal Democratici (HNS), Partito Rurale Croato (HSS), Dieta Democratica Istriana (IDS) e Partito Liberale (LS, confluito poi nell'HSLS). Al vertice dell'HDZ venne, allora, designato Ivo Sanader, che cercò di trasformare l'HDZ in un partito conservatore di centro-destra, abbandonando le posizioni più radicali e nazionaliste.
Presentandosi come un'alternativa moderata ai Socialdemocratici, l'HDZ, alle elezioni legislative del 2003, ha ottenuto il 33% dei voti ed ha conquistato 66 seggi. Sanader è, divenuto, così, Primo ministro di un governo conservatore, sostenuto anche dal Partito Social-Liberale Croato (HSLS).
Alle elezioni del 2007, il partito, pur di fronte ad una decisa avanzata dei concorrenti dell'SDP, è comunque riuscito ad incrementare il numero dei suoi seggi, per il declino contemporaneo dell'Partito Croato dei Diritti (HSP) di estrema destra e a formare un secondo governo Sanader con l'appoggio dell'alleanza HSLS-HSS e delle minoranze nazionali.
Nel luglio 2009 il premier croato Ivo Sanader, a due anni dalla scadenza del mandato, annuncia le sue dimissioni, poco tempo dopo fugge in Austria, dato il suo coinvolgimento in malversazioni ai danni dello stato e a episodi di corruzione con la banca Alpe Adria. Nel 2011 è stato estradato in Croazia e incarcerato per direttissima. Anche alcuni ministri e buona parte della dirigenza di HDZ si sono trovati coinvolti, mentre il partito perde vertiginosamente consensi. A prendere il posto di Sanader, sia come premier, sia come presidente del partito è Jadranka Kosor, espressione della corrente nazional-conservatrice di destra di HDZ.
Alle elezioni del 2011, HDZ guidata dalla premier Jadranka Kosor, subisce la più grande sconfitta elettorale della sua storia, perdendo più del 13% e attestandosi al 23,5% con 44 seggi. Si piazza quindi all'opposizione del nuovo governo formato dalla Coalizione Kukuriku di centro-sinistra e guidato da Zoran Milanović.
Il 20 maggio 2012 al congresso del partito Tomislav Karamarko venne eletto presidente di HDZ, succedendo a Jadranka Kosor.
Al congresso straordinario del 17 luglio 2016 Andrej Plenković, esponente della corrente moderata (cristiano-democratica e popolare) è eletto presidente del partito.
Alle elezioni europee del 2019 è riuscito ad ottenere 244.076 voti, pari al 22,73% ottenendo così 4 seggi al Parlamento Europeo.
Al potere, l'HDZ fa pressione contro il diritto all'aborto.